# Fuga con Marlene
Fuga con Marlene è un film per la televisione italiano.

## Trama
Stefano è un adolescente che mal sopporta il nuovo marito della madre. Scopre che nella scuderia ormai abbandonata da tempo si è rifugiata la criminale Marlene che ha appena rapinato una gioielleria dopo essere evasa dal carcere.
La donna è ferita e il ragazzo si prende cura di lei fino a decidere di seguirla quando lei decide di partire alla ricerca di un ricettatore al quale vendere i gioielli.
Sarà un viaggio molto lungo che nonostante le diversità dei caratteri permetterà ugualmente il consolidamento di una profonda intimità tra i due, che terminerà tragicamente con la morte di Marlene, che rimane uccisa durante uno scontro a fuoco con la polizia.